# 云南木鳖
云南木鳖（学名：Momordica dioica），为葫芦科苦瓜属下的一个植物种。